# Marie Egner
Marie Egner (25 d'agost de 1850 - 31 de març de 1940, Viena) va ser una pintora austríaca.
Començà a estudiar a Graz amb Hermann von Königsbrunn, i posteriorment va estudiar a Düsseldorf entre 1872 i 1875 amb Carl Jungheim (1830-1886). El 1882 es va mudar a Viena, on va viure amb la seva mare, però passava els estius al castell de Plankenberg, proper a Neulengbach, on va estudiar amb Emil Jakob Schindler fins a 1887. Posteriorment va fer un viatge d'estudis a Anglaterra entre 1887 i 1889. Poc després, va tenir lloc la seva primera exposició a Viena. Després, també va exhibir les seves obres a Alemanya i Anglaterra. Va obrir una escola d'art per a dones, però el 1910 va decidir tancar-la per qüestions de salut. Al final de la Primera Guerra Mundial es va fer membre de l'Associació Austríaca de Dones Artistes. El 1926 el grup va afavorir una exhibició retrospectiva del seu treball. El 1930 va començar a perdre la vista i a desaparèixer de l'esfera pública.